# Gunnar Rudberg
Gunnar Ivan Rudberg (født 17. oktober 1880 i Björsäter i Skaraborg Len, død 6. august 1954) var en svensk filolog, bror til biskop Yngve Rudberg.
Rudberg blev dr.phil. 1908 og samme år docent i Uppsala. 1919–1933 var han professor i klassisk filologi ved Universitet i Oslo. I Oslo har Rudberg indlagt sig fortjeneste af det klassiske studium ved universitetet, ligesom han har spillet en fremtrædende rolle inden for det svenske menigheds- og foreningsliv. Sidstnævnte år blev han professor ved Uppsala Universitet.
Rudberg har blandt andet udgivet Tekststudien zur Tiergeschichte des Aristoteles (1908), Zum sogenannten zehnten Buche der aristotelischen Tiergeschichte (1911), Neutestamentlicher Text und nomina sacra (1915), Poseidonios från Apameia (1916), Forschungen zu Poseidonios (1918), Kristus och Platon (1920), Platon, hans person och verk (1922), Ciceros Somnium Scipionis (1923), Poseidonios, en Hellenismens Lærer og Profet (1924), Kring Platons Phaidros (1924), Plotinos, mystikern och reformatorn (1927), Esaias Tegnér, humanisten och hellenen (Stockholm 1930).